# Bromus segetum
Bromus segetum är en gräsart som beskrevs av Carl Sigismund Kunth. Bromus segetum ingår i släktet lostor, och familjen gräs. Inga underarter finns listade i Catalogue of Life.